# Halbleiter
Halbleiter sind Festkörper, deren elektrische Leitfähigkeit zwischen der von elektrischen Leitern (>104 S/cm) und der von Nichtleitern (<10−8 S/cm) liegt. Da sich die Grenzbereiche der drei Gruppen überschneiden, ist der negative Temperaturkoeffizient des spezifischen Widerstandes ein weiteres wichtiges Merkmal von Halbleitern, das heißt, ihre Leitfähigkeit nimmt mit steigender Temperatur zu, sie sind sogenannte Heißleiter. Ursache hierfür ist die sogenannte Bandlücke zwischen dem Valenz- und dem Leitungsband. Nah am absoluten Temperaturnullpunkt sind diese voll- bzw. unbesetzt, und Halbleiter daher Nichtleiter. Es existieren im Gegensatz zu Metallen primär keine freien Ladungsträger, diese müssen erst z. B. durch Erwärmung entstehen. Die elektrische Leitfähigkeit von Halbleitern steigt aber steil mit der Temperatur an, so dass sie bei Raumtemperatur, je nach materialspezifischem Abstand von Leitungs- und Valenzband, mehr oder weniger leitend sind. Des Weiteren lassen sich durch das Einbringen von Fremdatomen (Dotieren) aus einer anderen chemischen Hauptgruppe die Leitfähigkeit und der Leitungscharakter (Elektronen- und Löcherleitung) in weiten Grenzen gezielt beeinflussen.
Halbleiter werden anhand ihrer Kristallstruktur in kristalline und amorphe Halbleiter unterschieden; siehe Abschnitt Einteilung. Des Weiteren können sie verschiedene chemische Strukturen besitzen. Am bekanntesten sind die Elementhalbleiter Silicium und Germanium, die aus einem einzigen Element aufgebaut sind, und Verbindungshalbleiter wie der III-V-Verbindungshalbleiter Galliumarsenid. Zusätzlich haben in den letzten Jahrzehnten organische Halbleiter an Bedeutung und Bekanntheit gewonnen, sie werden beispielsweise in organischen Leuchtdioden (OLEDs) eingesetzt. Es gibt allerdings auch noch weitere Stoffe mit Halbleitereigenschaften, so z. B. metallorganische Halbleiter wie Materialien, die durch Nanostrukturierung Halbleitereigenschaften bekommen. Dazu zählen z. B. ternäre Hydrid-Verbindungen wie Lithium-Barium-Hydrid (LiBaH3).
Bedeutung haben Halbleiter für die Elektrotechnik und insbesondere für die Elektronik, wobei die Möglichkeit, ihre elektrische Leitfähigkeit durch Dotierung zu beeinflussen, eine entscheidende Rolle spielt. Die Kombination unterschiedlich dotierter Bereiche, z. B. beim p-n-Übergang, ermöglicht sowohl elektronische Bauelemente mit einer richtungsabhängigen Leitfähigkeit (Diode, Gleichrichter) oder einer Schalterfunktion (z. B. Transistor, Thyristor, Photodiode), die z. B. durch Anlegen einer elektrischen Spannung oder eines Stroms gesteuert werden kann (vgl. Arbeitszustände in Metall-Isolator-Halbleiter-Struktur). Weitere Anwendungen neben dem Transistor sind: Heißleiter, Varistoren, Strahlungssensoren (Photoleiter, Fotowiderstände, Photodioden beziehungsweise Solarzellen), thermoelektrische Generatoren, Peltierelemente sowie Strahlungs- beziehungsweise Lichtquellen (Laserdiode, Leuchtdiode). Der Großteil aller gefertigten Halbleiterbauelemente ist siliciumbasiert. Silicium hat zwar nicht die allerbesten elektrischen Eigenschaften (z. B. Ladungsträgerbeweglichkeit), besitzt aber in Kombination mit seinem chemisch stabilen Oxid deutliche Vorteile in der Fertigung (siehe auch thermische Oxidation von Silizium).

## Geschichte
Stephen Gray entdeckte 1727 den Unterschied zwischen Leiter und Nichtleiter. Nachdem Georg Simon Ohm 1821 das Ohmsche Gesetz aufstellte, womit die Proportionalität zwischen Strom und Spannung in einem elektrischen Leiter beschrieben wird, konnte auch die Leitfähigkeit eines Gegenstandes bestimmt werden.
Der Nobelpreisträger Ferdinand Braun entdeckte den Gleichrichtereffekt der Halbleiter 1874. Er schrieb: „Bei einer grossen  Anzahl natürlicher und künstlicher Schwefelmetalle […] habe ich gefunden, dass der Widerstand derselben verschieden war mit Richtung, Intensität und Dauer des Stromes. Die Unterschiede betragen bis zu 30 pCt.  des ganzen Werthes.“ Er beschrieb damit erstmals, dass der Widerstand veränderlich sein kann.
Greenleaf Whittier Pickard erhielt 1906 das erste Patent für eine auf Silicium basierende Spitzendiode zur Demodulation des Trägersignals in einem Detektorempfänger. Anfangs wurde im gleichnamigen Empfänger („Pickard Crystal Radio Kit“) meistens Bleiglanz (Galenit) mit seinen Halbleiter-ähnlichen Eigenschaften verwendet, wobei in den 1920er Jahren robustere und leistungsfähigere Dioden auf Basis von Kupfersulfid-Kupfer-Kontakten entstanden. Die Funktionsweise des auf einem Halbleiter-Metall-Übergang basierenden Gleichrichtereffektes blieb trotz technischer Anwendung über Jahrzehnte ungeklärt. 1931 entwickelte Alan Herries Wilson aus dem Bändermodell die theoretische Möglichkeit von Eigen- und Störstellenleitung.  Erst Walter Schottky konnte 1939 die theoretischen Grundlagen zur Beschreibung der nach ihm benannten Schottky-Diode legen.
Das erste Patent zum Prinzip des Transistors wurde 1925 von Julius Edgar Lilienfeld (US-Physiker österreichisch-ungarischer Abstammung) angemeldet. Lilienfeld beschrieb in seiner Arbeit ein elektronisches Bauelement, welches im weitesten Sinne mit heutigen Feldeffekttransistoren vergleichbar ist, ihm fehlten seinerzeit die notwendigen Technologien, Feldeffekttransistoren praktisch zu realisieren.
Als 1947 in den Bell Laboratories die Wissenschaftler John Bardeen, William Bradford Shockley und Walter Houser Brattain zwei Metalldrahtspitzen auf ein Germaniumplättchen steckten und somit die p-leitende Zone mit der zweiten Drahtspitze mit einer elektrischen Spannung steuern konnten, realisierten sie damit den Spitzentransistor (Bipolartransistor). Dies brachte ihnen den Physik-Nobelpreis von 1956 ein und begründete die Mikroelektronik.
Die Herstellung von hochreinem Silicium gelang 1954 Eberhard Spenke und seinem Team in der Siemens & Halske AG mit dem Zonenschmelzverfahren. Dies brachte Mitte der 1950er Jahre zusammen mit der Verfügbarkeit eines Isolationsmaterials (Siliciumdioxid) mit günstigen Eigenschaften (nicht wasserlöslich wie Germaniumoxid, einfach herstellbar usw.) den Durchbruch von Silicium als Halbleitermaterial für die Elektronikindustrie und etwa 30 Jahre später auch für die ersten Produkte der Mikrosystemtechnik. Für die Herstellung von integrierten Schaltkreisen wird heute (2009) fast ausschließlich mit dem Czochralski-Verfahren kostengünstiger hergestelltes Silicium verwendet.
Alan Heeger, Alan MacDiarmid und Hideki Shirakawa zeigten 1976, dass bei einer Dotierung von Polyacetylen – einem Polymer, das im undotierten Zustand ein Isolator ist – mit Oxidationsmitteln der spezifische elektrische Widerstand bis auf 10−5 Ω·m (Silber: ≈ 10−8 Ω·m) sinken kann. Im Jahre 2000 erhielten sie dafür den Nobelpreis für Chemie (siehe Abschnitt organische Halbleiter).

## Einteilung
Die in der Mikroelektronik verwendeten klassischen, das heißt kristallinen elektronischen Halbleiter lassen sich in zwei Gruppen einordnen, den Elementhalbleitern und den Verbindungshalbleitern. Zu den Elementhalbleitern zählen Elemente mit vier Valenzelektronen, beispielsweise Silicium (Si) und Germanium (Ge). Die Gruppe der Verbindungshalbleiter umfasst chemische Verbindungen, die im Mittel vier Valenzelektronen besitzen. Dazu zählen Verbindungen von Elementen der III. mit der V. Hauptgruppe des Periodensystems (III-V-Verbindungshalbleiter), wie Galliumarsenid (GaAs) oder Indiumantimonid (InSb), und der II. Neben- mit der VI. Hauptgruppe (II-VI-Halbleiter), wie Zinkselenid (ZnSe) oder Cadmiumsulfid (CdS).
Es gibt auch Verbindungshalbleiter aus verschiedenen Elementen der IV. Hauptgruppe wie z. B. CSiGeSn.
Neben diesen häufig eingesetzten Halbleitern gibt es noch die I-VII-Halbleiter, wie Kupfer(I)-chlorid. Auch Materialien, die im Durchschnitt nicht vier Valenzelektronen haben, können als Halbleiter bezeichnet werden, wenn sie einen spezifischen Widerstand im Bereich von größer 10−4 Ω·m und kleiner 106 Ω·m haben.
Eine weitere große Klasse sind die organischen Halbleiter. Als organisch werden sie bezeichnet, weil sie hauptsächlich aus Kohlenstoffatomen aufgebaut sind. Sie werden unterteilt in halbleitende Polymere (unterschiedlich lange Ketten aus einzelnen Monomeren) und kleine Moleküle (einzelne, abgeschlossene Einheiten). Obwohl Fullerene, Kohlenstoffnanoröhren und deren Derivate streng genommen auch kleine Moleküle darstellen, werden sie oft als alleinstehende Untergruppe wahrgenommen. Klassische Beispiele für organische Halbleiter sind P3HT (Poly-3-hexylthiophen, Polymer), Pentacen (kleines Molekül) oder PCBM (Phenyl-C61-butyric acid methyl ester, Fulleren-Derivat). Eingesetzt werden organische Halbleiter in Leuchtdioden (OLEDs), Solarzellen (OPVs) und Feldeffekttransistoren.
Mehrere halbleitende Moleküle oder Atome bilden im Verbund einen Kristall oder erzeugen einen ungeordneten (amorphen) Festkörper. Grob können die meisten anorganischen Halbleiter als kristallin, die meisten organischen Halbleiter als amorph klassifiziert werden. Ob jedoch wirklich ein Kristall oder ein amorpher Festkörper gebildet wird, hängt im Wesentlichen vom Herstellungsprozess ab. So kann beispielsweise Silicium kristallin (c-Si) oder amorph (a-Si) sein, beziehungsweise auch eine polykristalline Mischform (poly-Si) bilden. Ebenso existieren Einkristalle aus organischen Molekülen.
| Elementhalbleiter                               | Verbindungshalbleiter (ohne org. HL)                                          | Organische Halbleiter |
| ----------------------------------------------- | ----------------------------------------------------------------------------- | --- |
| Si, Ge, Se, α-Sn, B, Te, C (Fullerene), C (CVD) | IV-IV: CSiGeSn                                                                | Tetracen, Pentacen, Polythiophen, Phthalocyanine, PTCDA, MePTCDI, Chinacridon, Acridon, Indanthron, Flavanthron, Perinon, Alq3 |
| Si, Ge, Se, α-Sn, B, Te, C (Fullerene), C (CVD) | III-V: GaP, GaAs, InP, InSb, InAs, GaSb, GaN, AlN, InN, AlxGa1-xAs, InxGa1-xN | Tetracen, Pentacen, Polythiophen, Phthalocyanine, PTCDA, MePTCDI, Chinacridon, Acridon, Indanthron, Flavanthron, Perinon, Alq3 |
| Si, Ge, Se, α-Sn, B, Te, C (Fullerene), C (CVD) | II-VI: ZnO, ZnS, ZnSe, ZnTe, CdS, CdSe, CdTe, Hg(1-x)Cd(x)Te, BeSe, BeTe, HgS | Tetracen, Pentacen, Polythiophen, Phthalocyanine, PTCDA, MePTCDI, Chinacridon, Acridon, Indanthron, Flavanthron, Perinon, Alq3 |
| Unter hohem Druck: Bi, Ca, Sr, Ba, Yb, P, S, I  | III-VI: GaS, GaSe, GaTe, InS, InSe, InTe …                                    | Tetracen, Pentacen, Polythiophen, Phthalocyanine, PTCDA, MePTCDI, Chinacridon, Acridon, Indanthron, Flavanthron, Perinon, Alq3 |
| Unter hohem Druck: Bi, Ca, Sr, Ba, Yb, P, S, I  | I-III-VI: CuInSe2, CuInGaSe2, CuInS2, CuInGaS2 …                              | Mischsysteme: Polyvinylcarbazol, TCNQ-Komplexe                                                                                 |
| Unter hohem Druck: Bi, Ca, Sr, Ba, Yb, P, S, I  | IV-IV: SiC, SiGe                                                              | Mischsysteme: Polyvinylcarbazol, TCNQ-Komplexe                                                                                 |
| Unter hohem Druck: Bi, Ca, Sr, Ba, Yb, P, S, I  | IV-VI: SnTe                                                                   | Mischsysteme: Polyvinylcarbazol, TCNQ-Komplexe                                                                                 |
| Unter hohem Druck: Bi, Ca, Sr, Ba, Yb, P, S, I  | β-Ga2O3                                                                       | Mischsysteme: Polyvinylcarbazol, TCNQ-Komplexe                                                                                 |

## Kristalline Halbleiter

### Physikalische Grundlagen
Die Halbleitereigenschaften von Stoffen gehen auf ihre chemischen Bindungen und somit ihren atomaren Aufbau zurück. Halbleiter können in unterschiedlichen Strukturen kristallisieren. Silicium und Germanium kristallisieren in der Diamantstruktur (rein kovalente Bindung) und III-V- und II-VI-Verbindungshalbleiter hingegen meist in der Zinkblende-Struktur (gemischt kovalent-ionische Bindung).

Bändermodell von typ. Metallen, Eigenhalbleiter und Isolatoren: E = Energie – entspricht Arbeit W, x = räumliche Ausdehnung in eindimensionaler Richtung, E_{F} ist die Fermi-Energie bei T = 0 K

Die grundlegenden Eigenschaften von kristallinen Halbleitern lassen sich anhand des Bändermodells erklären: Die Elektronen in Festkörpern wechselwirken über sehr viele Atomabstände hinweg miteinander. Dies führt faktisch zu einer Aufweitung der (im Einzelatom noch als diskrete Niveaus vorliegenden) möglichen Energiewerte zu ausgedehnten Energiebereichen, den sogenannten Energiebändern. Da die Energiebänder je nach Aufweitung und Atomart verschieden zueinander liegen, können Bänder sich überlappen oder durch Energiebereiche, in denen nach der Quantenmechanik keine erlaubten Zustände existieren (Energie- oder Bandlücke), getrennt sein.
Bei Halbleitern sind nun das höchste besetzte Energieband (Valenzband) und das nächsthöhere Band (Leitungsband) durch eine Bandlücke getrennt. Das Fermi-Niveau liegt genau in der Bandlücke.
Bei einer Temperatur in der Nähe des absoluten Nullpunktes ist das Valenzband voll besetzt und das Leitungsband vollkommen frei von Ladungsträgern. Da unbesetzte Bänder mangels beweglicher Ladungsträger keinen elektrischen Strom leiten und Ladungsträger in vollbesetzten Bändern mangels erreichbarer freier Zustände keine Energie aufnehmen können, was zu einer beschränkten Beweglichkeit führt, leiten Halbleiter den elektrischen Strom nicht bei einer Temperatur nahe dem absoluten Nullpunkt.
Für den Leitungsvorgang sind teilbesetzte Bänder notwendig, die bei Metallen durch eine Überlappung der äußeren Bänder bei jeder Temperatur zu finden sind. Dies ist – wie oben erwähnt – bei Halbleitern und Isolatoren nicht gegeben. Die Bandlücke („verbotenes Band“ oder „verbotene Zone“ genannt) bei Halbleitern ist im Gegensatz zu Isolatoren (typischerweise EG > 4 eV) jedoch relativ klein (InAs: ≈ 0,4 eV, Ge: ≈ 0,7 eV, Si: ≈ 1,1 eV, GaAs: ≈ 1,4 eV, SiC: ≈ 2,39 … 3,33 eV, GaN: ≈ 3,4 eV, β-Ga2O3: ≈ 4,8 eV, Diamant: ≈ 5,45 eV), so dass beispielsweise durch die Energie der Wärmeschwingungen bei Raumtemperatur oder durch Absorption von Licht viele Elektronen vom vollbesetzten Valenzband ins Leitungsband angeregt werden können. Halbleiter haben also eine intrinsische, mit der Temperatur zunehmende elektrische Leitfähigkeit. Deshalb werden Halbleiter auch zu den Heißleitern gezählt. Der Übergang von Halbleitern zu Isolatoren ist fließend. So wird beispielsweise Galliumnitrid (GaN; Einsatz in blauen LEDs) mit einer Bandlückenenergie von ≈ 3,2 eV ebenfalls zu den Halbleitern gezählt, Diamant mit einer Bandlücke von ≈ 5,5 eV aber nicht mehr. Halbleiter mit einer Bandlücke deutlich größer als 1 eV werden auch als Halbleiter mit breitem Bandabstand (englisch wide-bandgap semiconductor) bezeichnet.
Wird, wie oben beschrieben, ein Elektron in einem Halbleiter aus dem Valenzband in das Leitungsband angeregt, so hinterlässt es an seiner ursprünglichen Stelle ein Defektelektron, „Loch“ genannt. Gebundene Valenzelektronen in der Nachbarschaft solcher Löcher können durch Platzwechsel in ein Loch „springen“, hierbei wandert das Loch. Es kann daher als bewegliche positive Ladung aufgefasst werden.
Sowohl die angeregten Elektronen als auch die Defektelektronen tragen somit zur elektrischen Leitung bei.
Elektronen aus dem Leitungsband können mit den Defektelektronen rekombinieren (Elektron-Loch-Rekombination). Dieser Übergang zwischen den beteiligten Niveaus kann unter Abgabe von elektromagnetischer Rekombinationsstrahlung (Photon) und/oder unter der Abgabe eines Impulses an das Kristallgitter (Phonon) erfolgen.

### Direkte und indirekte Halbleiter
Halbleiter werden in zwei Gruppen eingeteilt, die direkten und die indirekten Halbleiter. Ihre unterschiedlichen Eigenschaften lassen sich nur durch die Betrachtung der Bandstruktur im sogenannten Impulsraum verstehen: Die Ladungsträger im Halbleiter lassen sich als Materiewellen mit einem Quasiimpuls auffassen. Innerhalb eines Bandes hängt die Energie vom Quasiimpuls (oft als Wellenvektor angegeben) ab.
Die Extremwerte der Energie innerhalb der Bänder, also die Bandkanten, liegen bei unterschiedlichen Wellenvektoren – wo genau, hängt vom Material und der Struktur ab.
Wenn ein Elektron aus dem Valenzband ins Leitungsband angeregt wird, so ist es energetisch am günstigsten (und somit am wahrscheinlichsten), wenn es vom Maximum des Valenzbandes zum Minimum des Leitungsbandes angeregt wird.
Liegen diese Extrema nahezu beim gleichen Quasiimpuls, ist eine Anregung zum Beispiel durch ein Photon ohne weiteres möglich, da das Elektron lediglich seine Energie, nicht aber seinen Impuls ändern muss. Man spricht von einem direkten Halbleiter. Liegen die Extrema jedoch bei unterschiedlichen Quasiimpulsen, so muss das Elektron zusätzlich zu seiner Energie auch seinen Impuls ändern, um ins Leitungsband angeregt zu werden. Dieser Impuls kann nicht von einem Photon (welches einen sehr kleinen Impuls hat) stammen, sondern muss von einer Gitterschwingung (auch Phonon) beigesteuert werden.
Bei der Rekombination von Elektronen-Loch-Paaren gilt im Prinzip dasselbe. In einem direkten Halbleiter kann bei der Rekombination ein Lichtquant ausgesandt werden. Bei einem indirekten Halbleiter hingegen müsste zum Photon für die Energie noch ein Phonon für den Impuls erzeugt (oder absorbiert) werden und die strahlende Rekombination wird weniger wahrscheinlich. Es dominieren dann oft andere, nicht strahlende Rekombinationsmechanismen, z. B. über Verunreinigungen. Hieraus folgt, dass nur direkte Halbleiter zur effektiven Strahlungserzeugung verwendet werden können.
Direkte und indirekte Halbleiter werden mittels Absorptionsversuch voneinander unterschieden.
In der Regel sind Elementhalbleiter (Silicium, Germanium) und Verbindungshalbleiter aus der IV. Hauptgruppe indirekt und Verbindungshalbleiter aus verschiedenen Hauptgruppen (III/V: GaAs, InP, GaN) direkt. Durch Steuerung der Zusammensetzung kann beim IV–IV-Material CSiGeSn die Bandlücke eingestellt werden und sogar ein direkter Halbleiter hergestellt werden.
Bei einer Bandstruktur, bei der nahe der Leitungs- oder Valenzbandkante verschiedene Punkte im Impulsraum möglich sind, kann es zum sogenannten Gunn-Effekt kommen.

### Eigenhalbleiter und Störstellenhalbleiter
Die Dichte freier Elektronen und Löcher in reinen, das heißt undotierten, Halbleitern wird intrinsische Ladungsträgerdichte oder Eigenleitungsdichte genannt – ein Eigenhalbleiter wird deshalb auch intrinsischer Halbleiter genannt, der dominierende Leitungsmechanismus ist die Eigenleitung. Die Ladungsträgerdichte im undotierten Halbleiter ist stark von der Temperatur abhängig und steigt mit ihr an. Wird dagegen die Konzentration der Ladungsträger im Leitungsband (Elektronen) beziehungsweise im Valenzband (Löcher) durch den Dotierstoff bestimmt, spricht man von einem Störstellenhalbleiter oder extrinsischen Halbleiter – hier ist der dominierende Leitungsmechanismus die Störstellenleitung.

### Dotierung und Störstellenleitung

#### Donatoren und Akzeptoren
| Dotierungsstärke  | n-leitend           | p-leitend            |
| ----------------- | ------------------- | -------------------- |
| normale Dotierung | ein Donator auf 107 | ein Akzeptor auf 106 |
| starke Dotierung  | ein Donator auf 104 | ein Akzeptor auf 104 |

Durch Einbringen von Störstellen in einen Halbleiterkristall können die elektrischen Eigenschaften (reiner) Halbleiter beeinflusst werden. Störstellen sind Fremdatome, welche sich in ihrer Wertigkeit von den Atomen des Wirtsmaterials unterscheiden, Beispiele sind Bor oder Phosphor in einem Siliciumkristall. Der Vorgang wird allgemein als Dotierung beziehungsweise als „Dotieren“ bezeichnet. Außerdem können durch die Kombination von unterschiedlich dotierten Gebieten verschiedene Bauelemente, z. B. ein Bipolartransistor, hergestellt werden.
In manchen Halbleitern können schon geringste Mengen an Fremdatomen (z. B. ein Fremdatom auf 10 Mio. Halbleiteratome) zu extremen Änderungen der elektrischen Eigenschaften führen, die das intrinsische Halbleiten weit übertreffen.
Das Einbringen von Störstellen erzeugt zusätzliche, örtlich gebundene Energieniveaus im Banddiagramm des Kristalls. Die Niveaus liegen im Allgemeinen in der für das Wirtsmaterial ansonsten vorhandenen Energielücke (Bandlücke) zwischen Valenz- und Leitungsband. Durch die im Vergleich zu undotierten Halbleitern geringeren Energiedifferenzen der „Zwischenniveaus“ zum Valenz- beziehungsweise Leitungsband können diese Niveaus leichter angeregt werden und so bewegliche Ladungsträger zur Verfügung stellen. Das Chemische Potential verschiebt sich aus der Mitte der Bandlücke in die Nähe der zusätzlichen Niveaus. Es stehen daher mehr Ladungsträger für die Leitung des elektrischen Stroms zur Verfügung, was sich in einer gegenüber dem reinen Halbleiter erhöhten Leitfähigkeit äußert. Man nennt diesen Leitungsmechanismus daher auch Störstellenleitung. Es werden dabei zwei Arten von Störstellen unterschieden: Donatoren und Akzeptoren.

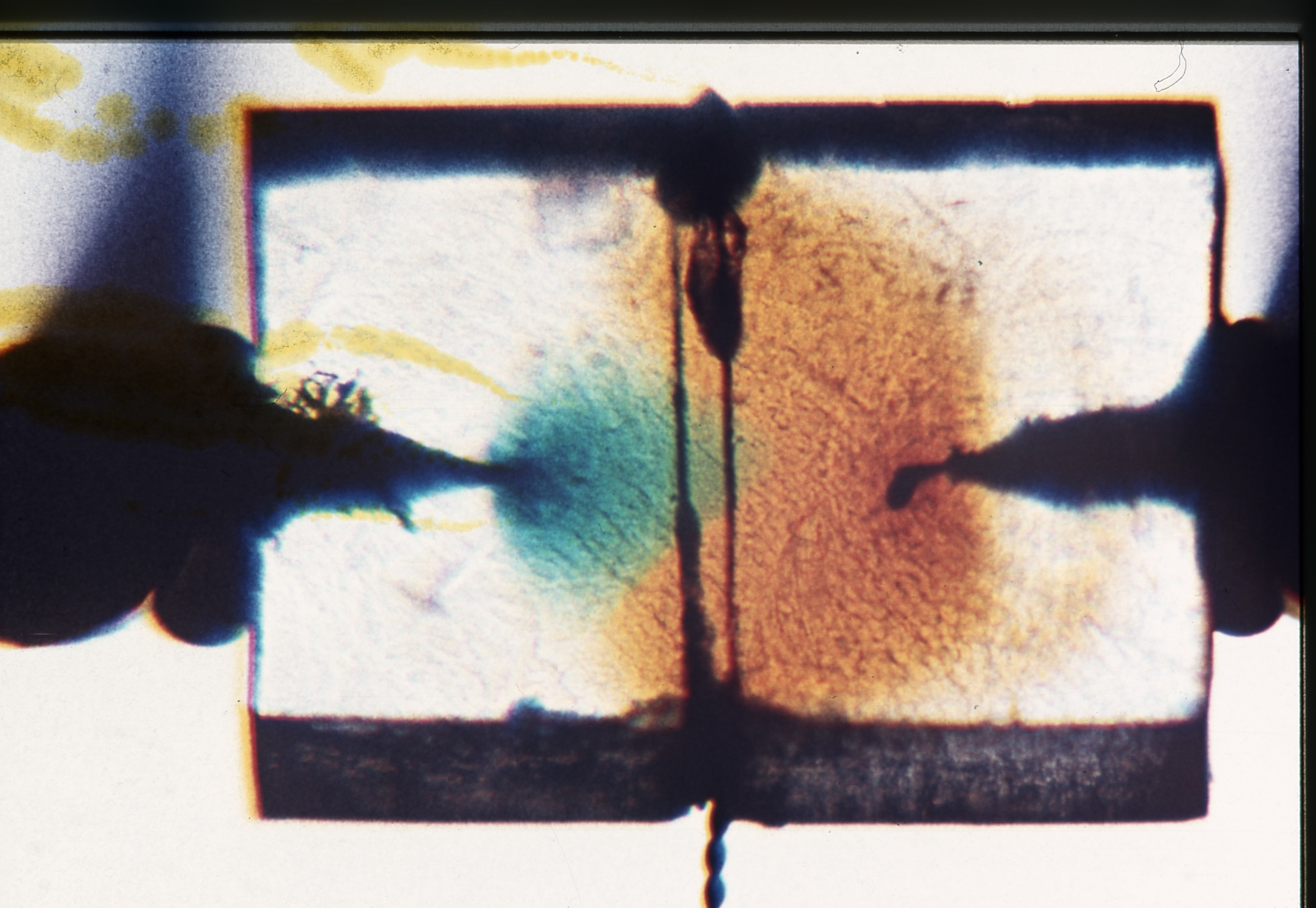
Sichtbarmachung von n-Leitung (Elektronenleitung: grün, links) und p-Leitung (Defektelektronen-Leitung: braun, rechts) in einem KI-Kristall. Kathode (links) und Anode (rechts) sind in den Kristall eingeschmolzene Pt-Spitzen.

Als (Elektronen-)Donatoren (lat. donare = schenken) werden Fremdatome bezeichnet, die zusätzliche Elektronen im Leitungsband bereitstellen, man bezeichnet solche Gebiete auch als n-dotierte Halbleiter. Werden solche Fremdatome in den Halbleiter eingebracht (substituiert), so bringt jedes dieser Fremdatome (im Fall von mit Phosphor dotiertem Silicium) ein Elektron mit, das nicht für die Bindung benötigt wird und leicht abgelöst werden kann. Es bildet sich ein Störstellenniveau in der Nähe der unteren Energie des Leitungsbandes.
Analog werden als (Elektronen-)Akzeptoren (lat. accipere = annehmen) Fremdatome bezeichnet, die ein Elektron weniger im Valenzband haben. Dieses Elektron fehlt für die Bindung zum Nachbaratom. Sie wirken als ein zusätzliches Defektelektron (Loch) mit (p-Dotierung), welches leicht von Valenzbandelektronen besetzt werden kann – daher findet sich auch in einigen Betrachtungen der Begriff Löcherdonatoren. Im Bänderschema liegt ein solches Störstellenniveau nahe oberhalb der Valenzbandkante.
In einem intrinsischen Halbleiter sind die Ladungsträgerkonzentrationen von Elektronen und Löchern gleich (Elektronen-Loch-Paare). Daher sind beide Ladungsträgerarten näherungsweise zu gleichen Teilen am Ladungstransport beteiligt. Durch das Einbringen von Donatoren und Akzeptoren lässt sich dieses Gleichgewicht gezielt beeinflussen.
Bei Dotierung mit Donatoren sorgen vorwiegend die Elektronen im Leitungsband, bei Dotierung mit Akzeptoren die gedachten, positiv geladenen Löcher im Valenzband für elektrische Leitfähigkeit. Im ersten Fall spricht man von Elektronenleitung oder n-Leitung (n → negativ), im anderen Fall von Löcherleitung oder p-Leitung (p → positiv). Halbleiterbereiche mit Elektronenüberschuss bezeichnet man (wie oben erwähnt) als n-dotiert, solche mit Mangel, also mit „Löcherüberschuss“, als p-dotiert.
Im n-Leiter werden die Elektronen als Majoritätsladungsträger (mehrheitlich vorhandene Ladungsträger), die Löcher als Minoritätsladungsträger bezeichnet, im p-Leiter gilt die entsprechende Umkehrung.
Durch geschickte Kombination von n- und p-dotierten Bereichen (siehe p-n-Übergang) kann man einzelne, sogenannte diskrete Halbleiterbauelemente wie Dioden und Transistoren und komplexe, aus vielen Bauelementen in einem einzigen Kristall aufgebaute integrierte Schaltungen aufbauen.
Oft ist in diesen Elektronikbauteilen das intrinsische Halbleiten sogar störend (siehe z. B. Leckstrom), sodass sie mitunter explizit gekühlt werden müssen.

#### Leitungsmechanismen in dotierten Halbleitern

Leitungsmechanismen im dotierten und undotierten Halbleiter (Silizium) in Abhängigkeit von der Temperatur

Am absoluten Nullpunkt (T = 0 K) unterscheiden sich dotierte und undotierte Halbleiter hinsichtlich der Ladungsträgerdichte nicht – es steht nicht ausreichend Energie zur Verfügung, um Elektronen in das Leitungsband oder auf Störstellenniveaus anzuregen. Wird die Temperatur erhöht (damit steigt die zur Verfügung stehende Energie durch thermische Anregung), ändern sich die Verhältnisse. Da die energetischen Abstände der Störstellen zum Valenz- beziehungsweise Leitungsband sehr viel geringer als der Bandabstand sind, können Elektronen vom Donatorniveau ins Leitungsband beziehungsweise Löcher vom Akzeptorniveau ins Valenzband angeregt werden. Es stehen in Abhängigkeit von der Temperatur freie Ladungsträger zur Verfügung, die Leitfähigkeit von dotierten Halbleitern steigt. Da noch nicht alle Störstellenniveaus ionisiert beziehungsweise besetzt sind, bezeichnet man diesen Bereich als Störstellenreserve. Wird die Temperatur weiter erhöht, bis alle Störstellenniveaus ionisiert beziehungsweise besetzt sind, spricht man von Störstellenerschöpfung. Die Ladungsträgerdichte und somit die Leitfähigkeit hängt in diesem Bereich im Wesentlichen nur noch von der Dotierungskonzentration ab. Wegen der mit zunehmender Temperatur abnehmenden Beweglichkeit hat man in diesem Temperaturbereich ähnlich wie bei Metallen i. A. eine mit der Temperatur leicht abnehmende Leitfähigkeit. Bei noch weiterer Erhöhung der Temperatur steht anschließend genug Energie zur Verfügung, um Elektronen direkt vom Valenzband in das Leitungsband anzuheben. Da typische Dotierungskonzentrationen deutlich geringer sind als die Anzahl der Halbleiteratome (mindestens sechs Größenordnungen), überwiegt die Ladungsträgergeneration von Elektron-Loch-Paaren, dieser Bereich wird als intrinsisch oder Eigenleitung des Halbleiters bezeichnet.

### Grenzflächen
Durch die Kombination eines p-dotierten und eines n-dotierten Halbleiters entsteht an der Grenzfläche ein p-n-Übergang. Die Kombination eines dotierten Halbleiters mit einem Metall (z. B. Schottky-Diode) oder einem Nichtleiter ist ebenfalls von Interesse, und wenn zwei Halbleiter, beispielsweise Galliumarsenid und Aluminiumgalliumarsenid, übereinander liegen, entsteht ein Heteroübergang. Dabei sind nicht nur p-n-Übergänge von Bedeutung, sondern ebenfalls p-p-Übergänge und n-n-Übergänge, die sogenannten isotypen Hetero-Übergänge, die beispielsweise in einem Quantentopf verwendet werden.
In jüngster Zeit gibt es Anstrengungen, Halbleiter, Supraleiter und Silicium- und III-V-Halbleiter auf einem Chip zusammenzuführen. Da die Kristallstrukturen nicht kompatibel sind, entstehen in der Grenzfläche Brüche und Gitterfehler, wenn es nicht gelingt, geeignete Materialien für eine wenige Atomlagen dicke Zwischenschicht zu finden, in der die Gitterabstände sich angleichen können.

### Semimagnetische Halbleiter
Semimagnetische Halbleiter gehören zur Gruppe der Verbindungshalbleiter (englisch compound semiconductors). Es handelt sich um Verbindungen wie Indiumantimonid (InSb), die mit wenigen Prozent Mangan (Mn) dotiert sind und semimagnetische Eigenschaften noch bei Raumtemperatur zeigen. Auch Indiumarsenid (InAs) und Galliumarsenid (GaAs) zeigen, bei hoher Dotierung mit Mangan und dann als InMnAs bzw. GaMnAs bezeichnet, semimagnetische Eigenschaften. Die Curietemperatur liegt bei InMnAs bei 50–100 K und bei GaMnAs bei 100–200 K und damit deutlich unter Raumtemperatur. Eine charakteristische Eigenschaft dieser semimagnetischen Halbleiter ist der große Zeeman-Effekt. Im Englischen nennt man semimagnetische Halbleiter diluted magnetic semiconductors, da sie magnetisch verdünnt sind.

## Amorphe Halbleiter
Amorphe Halbleiter haben keine Kristallstruktur. Ein Beispiel für die technische Anwendung ist amorphes Silicium in der Photovoltaik. Aufgrund ihrer hohen Störstellendichte müssen sie anders verarbeitet werden als kristalline Halbleiter, z. B. um Dotierung erst zu ermöglichen.

## Organische Halbleiter
Im Allgemeinen sind organische Materialien elektrisch isolierend. Besitzen Moleküle oder Polymere ein konjugiertes Bindungssystem bestehend aus Doppelbindungen, Dreifachbindungen und aromatischen Ringen, können auch diese elektrisch leitend werden und als organische Halbleiter verwendet werden. Als erstes wurde dies 1976 bei Polyacetylen beobachtet. Polyacetylen ist ein unverzweigtes Polymer mit abwechselnder Doppelbindung und Einfachbindung (–C═C─C═C–). Wird diesem Kunststoff noch ein Akzeptor wie Chlor, Brom oder Iod angefügt (oxidative Dotierung), liegen zusätzliche Löcher vor. Durch das Hinzufügen von einem Donator wie Natrium (reduktive Dotierung) erhält der Kunststoff zusätzliche Elektronen. Durch diese chemische Änderung brechen die Doppelbindungen auf, und es entsteht ein durchgehendes Leitungsband: Das ursprünglich nichtleitende Polymer wird elektrisch leitend. Besitzen Moleküle oder Polymere auch im undotierten Zustand halbleitende Eigenschaften, spricht man wie bei anorganischen Halbleitern von der intrinsischen Leitfähigkeit (Eigenleitfähigkeit), z. B. Pentacen oder Poly(3-Hexylthiophen).
Wird der Kunststoff in Form einer dünnen Schicht von 5 bis 1000 nm Dicke hergestellt, ist er geordnet genug, um eine elektrisch durchgängige Schicht zu bilden.

## Anwendungsbereiche
Halbleiter werden in der Elektronik in vielfältiger Form verwendet. Das zugehörige Teilgebiet wird als Halbleiterelektronik bezeichnet. Dazu zählen vor allem die halbleiterbasierten integrierten Schaltungen (ICs, wie Mikroprozessoren, Mikrocontroller usw.) und diverse Bauelemente der Leistungselektronik (z. B. IGBTs). Unternehmen in diesem Wirtschaftsbereich werden auch als Halbleiterhersteller bezeichnet. Weitere Anwendungsbereiche mit zunehmender Bedeutung sind die Photovoltaik (Solarzellen) sowie Detektoren und Strahlungsquellen in der Optik und Optoelektronik (zum Beispiel Fotodetektoren und Leuchtdioden). Um den weiten Spektralbereich von Leuchtdioden von Infrarot bis Ultraviolett abzudecken, werden verschiedene Wide-Bandgap-Halbleiter eingesetzt, die zunehmend auch in der Hochfrequenz- und Leistungselektronik eine Rolle spielen.
Der Fachbereich, der sich mit der Herstellung von halbleiterbasierten mikroelektronischer Bauelemente und Baugruppen befasst wird als Halbleitertechnik bezeichnet. Voraussetzung ist die Kenntnis, wie der Halbleiter bearbeitet werden muss, um das gewünschte elektrische Verhalten zu erreichen. Dazu gehören das Dotieren des Halbleiters und das Gestalten der Grenzfläche zwischen Halbleiter und einem weiteren Material.

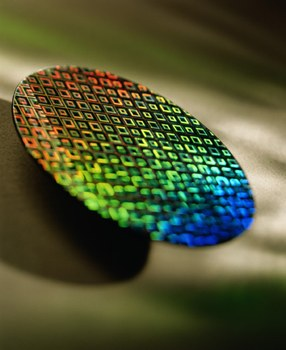
Ein Wafer (einkristalline Silicium-Scheibe) mit mikroelektronischen Bauelementen
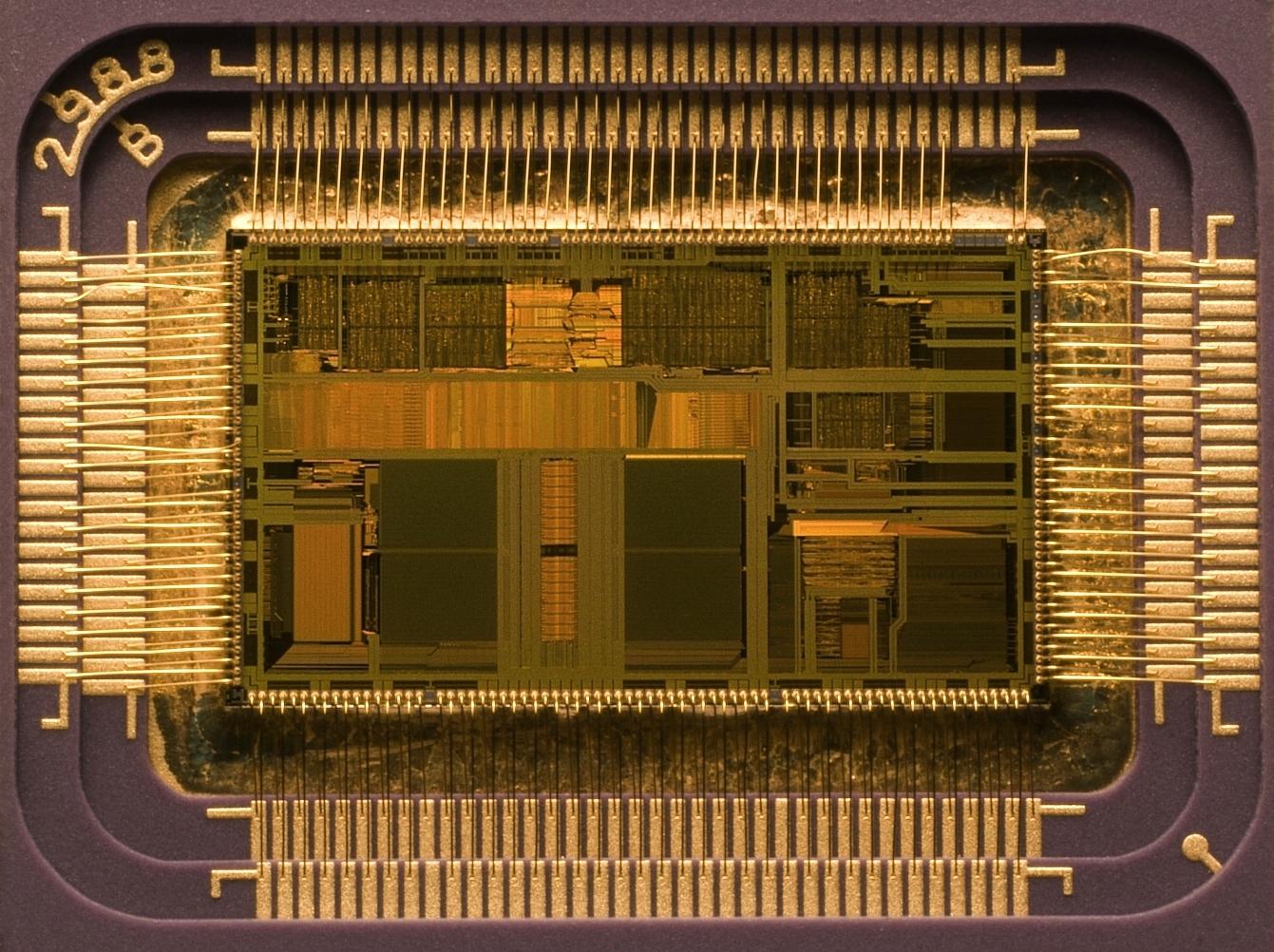
Mikroprozessor
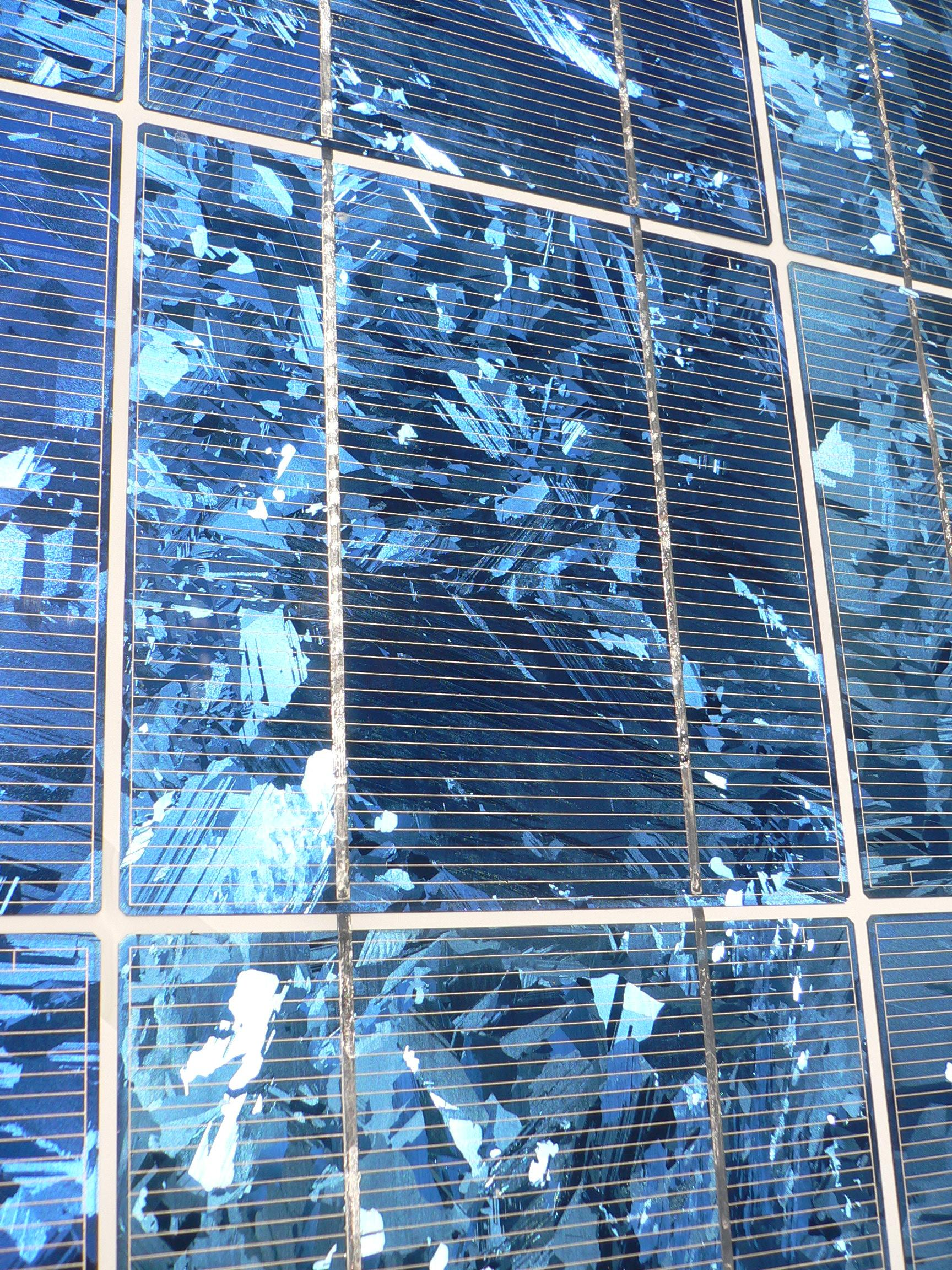
Polykristalline Silicium-Solarzellen in einem Solarmodul

## Wirtschaft

Weltweite Umsätze mit Halbleitern von 1993 bis 2007. Aktuelle Kennzahlen siehe Halbleiterindustrie.

### Gesamt
Die Halbleiterindustrie ist eine Großindustrie. Die Halbleiter-Marktanalyse-Gesellschaft World Semiconductor Trade Statistics (WSTS) schätzt im Jahr 2022 das Gesamtvolumen der Industrie auf 580 Milliarden US-Dollar. Zum Vergleich im Jahr 1999 lag der Wert noch bei 149,4 Milliarden US-Dollar.
Analysten sagen eine „Billionen-Dollar-Industrie“ bis im Jahr 2030 voraus.

### Halbleiterelektronik (Wafer-Hersteller)
Hochreine, monokristalline Silizium-Wafer gelten als das Ausgangsprodukt der Halbleitertechnologie. Nur wenige Hersteller weltweit bieten derartige Wafer in den Größen zwischen 25 mm bis 300 mm (bzw. 1 Zoll bis 12 Zoll) an. Übergrößen, wie 450-mm-Wafer (18 Zoll), sind verfügbar, jedoch meist im Rahmen von F&E.

### Halbleiterhersteller
Zu den „Halbleiterherstellern“ werden Unternehmen wie Intel, Samsung gezählt.

### Solarbranche
Für die Solarindustrie kommt dem Polysilizium eine aus wirtschaftlichen Gründen entscheidende Rolle zu. Die meisten Solarzellen (ca. 90 %) sind aus kristallinem (Poly-)Silizium gemacht (andere sind z. B. Dünnschichtsolarzellen) und davon sind etwa 40 % aus monokristallinem Silizium.
Das Solar-Silizium wird pro Kilogramm zum Spotpreis gehandelt. Der Preis liegt (Stand November 2022) bei 36,91 US-Dollar pro kg. In den Jahren 2008 bis 2012 kam es zu starken Preisschwankungen bei den Rohstoffpreisen.
Preise für Solarsystem inkl. Batterien (USA) werden durch das amerikanische NREL verfolgt, aufgearbeitet und publiziert.
Der Bundesverband Solarwirtschaft e. V. veröffentlicht regelmäßig Marktkennzahlen zu:
- Photovoltaik
- Solarthermie
- Stromspeicher
- Preisindizes

### Grundlagen
- Marius Grundmann: The Physics of Semiconductors: An Introduction Including Nanophysics and Applications (= Graduate Texts in Physics). Springer International Publishing, Cham 2021, ISBN 978-3-03051568-3, doi:10.1007/978-3-030-51569-0 (englisch).
- Chihiro Hamaguchi: Basic Semiconductor Physics (= Graduate Texts in Physics). Springer International Publishing, Cham 2017, ISBN 978-3-319-66859-8, doi:10.1007/978-3-319-66860-4 (englisch).
- Jürgen Smoliner: Grundlagen der Halbleiterphysik: Was Studierende der Physik und Elektrotechnik wissen sollten. Springer, Berlin / Heidelberg 2020, ISBN 978-3-662-60653-7, doi:10.1007/978-3-662-60654-4.

Weiterführend
- Naci Balkan, Ayşe Erol: Semiconductors for Optoelectronics: Basics and Applications (= Graduate Texts in Physics). Springer International Publishing, Cham 2021, ISBN 978-3-319-44934-0, doi:10.1007/978-3-319-44936-4 (englisch).
- Jürgen Smoliner: Grundlagen der Halbleiterphysik II: Nanostrukturen und niedrigdimensionale Elektronensysteme. Springer, Berlin / Heidelberg 2021, ISBN 978-3-662-62607-8, doi:10.1007/978-3-662-62608-5.
- Rainer Waser (Hrsg.): Nanoelectronics and Information Technology: Advanced Electronic Materials and Novel Devices. 3rd, completely rev. and enlarged Auflage. Wiley-VCH, Weinheim 2012, ISBN 978-3-527-40927-3 (englisch).

Technologie
Historisch und Andere
- V. L. Bonc-Bruevic, S. G. Kalasnikov: Halbleiterphysik (= Hochschulbücher für Physik. Band 45). 1. Aufl. (Lizenz). Springer, Wien 2014, ISBN 978-3-7091-9496-6 (springer.com – Originaltitel: Halbleiterphysik. 1982.).
- Kai Handel: Anfänge der Halbleiterforschung und -entwicklung. Dargestellt an den Biographien von vier deutschen Halbleiterpionieren. Aachen 1999 (rwth-aachen.de [PDF] Doktorarbeit).
- Karl Seiler: Physik und Technik der Halbleiter (= Fritz Gössler [Hrsg.]: Physik und Technik). Wissenschaftliche Verlagsgesellschaft (WVG), Stuttgart 1964.